# Partners Group
La Partners Group Holding AG con sede a Baar (Svizzera) è un società finanziaria Private Equity, operante a livello internazionale e quotata in Borsa al Swiss Market Index (SMI).

## Storia
Partners Group viene fondata nel gennaio 1996 come Asset Management Partners Zug da Alfred Gantner (* 1968), Marcel Erni (* 1965) e Urs Wietlisbach (* 1961). I tre erano dipendenti della Goldman Sachs.
Nel 1999 vengono aperte le sedi a Guernsey e New York City, poi nel 2004 a Londra e Singapore, nel 2007 a San Francisco e Tokio, 2008 a Sydney, Luxemburg e Pechino, 2010 a Dubai, Seoul e Monaco di Baviera e São Paulo e Parigi. Nel 2016 a Manila e Denver.
Nel marzo 2006 entra in Borsa.
Nel 2019 viene acquisita dalla Ardian l'azienda Schleich.
Nel 2020 acquisisce la divisione B2B Software della Idera di Houston.
Nel 2021 viene comprato il 25% della società di orologeria Breitling.
Nel 2023 viene acquisita la Rosen-Gruppe.